# Šimon Peres
Šimon Peres (hebrejsko שמעון פרס‎), izraelski politik, Nobelov nagrajanec za mir, *2. avgust 1923, Višnjevo, Belorusija, † 28. september 2016, Tel Aviv, Izrael. 
Peres je deveti predsednik Izraela zapovrstjo. Dvakrat je bil predsednik oz. premier izraelske vlade (1984-86 in 1995-96), minister pa v 12-ih vladah, od tega večkrat zunanji minister. V Kneset je bil prvič izvoljen leta 1959, v katerem je z izjemo trimesečne prekinitve služil do leta 2007, ko je bil izvoljen za predsednika države (do 2014).

## Biografija
Peres je bil rojen v judovsko družino v danes Beloruskem mestu Višnjevo, ki je takrat sodilo pod Poljsko upravo. Stari oče, ki je služboval kot rabin, je imel po besedah Peresa pomemben vpliv na njegovo življenje. V intervjuju je dejal: »Kot otrok sem odraščal pri starem očetu. Izobraževal me je in poučeval talmundskih besedil. Ni bilo lahko, kot se zdi. Moja družina ni bila strogo versko usmerjena. Starša nista bila pripadnika ortodoksnih Judov, sam pa sem odraščal kot Haredi Jud. Nekoč, ko sem slišal starša poslušati radio v času šabata, sem tega uničil«.
V družini so govorili hebrejsko, jidiš in rusko. Oče je leta 1931 imigriral v Izrael, preostala družina mu je sledila dve leti kasneje. Leta 1945 se je poročil in kasneje postal oče dveh otrok.